# Emberek Emberekért
2007-től 2010-ig a Leukémia Fesztivál fellépői és támogatói kiadtak egy 7 részes albumot „Emberek Emberekért” (Jótékonysági válogatás a leukémiás betegekért) címmel.
Az Emberek Emberekért egy több részes válogatásalbum, amelyen hazai és külföldi előadók dalai szerepelnek. A zenészeket az a közös cél hozta össze, hogy tehetségükkel és hírnevükkel felhívják a közvélemény figyelmét arra, hogy milyen költséges a hematológiai kezelés, azon belül is a leukémiás betegek gyógyítása.
Az Emberek Emberekért album névadója Bernáthy Sándor, aki úttörőként helyet biztosított az első rendezvénynek. Eredetileg az első fesztivál nevének szánta, de végül az a döntés született, hogy legyen inkább a (remények szerint) maradandóbb album címe, hiszen jól kifejezi a szervezők üzenetét.
Az Emberek Emberekért album fővédnöke Gidófalvy Attila, a Lord és a Karthago együttesek billentyűse.
A válogatás bevételét az előadók felajánlották „A Leukémiás Betegekért” alapítvány számára. (Az alapítvány a Szent László Kórház Hematológiai osztályát támogatja.)
„A Leukémiás Betegekért” alapítvány célja: „a betegek gyógyításának elősegítése, életminőségének javítása, és a haematológiai betegellátás korszerűsítése.”
Az alapítvány az adományokból befolyt összeggel a Szent László Kórház Haematalógiai osztályát támogatja. Az alapítvány képviselője Dr. Herjeczki Kornél.

## No 1.
1. Lord - Ha tudnám (2006-os változat)
2. Edda Művek - Szeretem a gyerekeket
3. Waszlavik Gazember László - Mikor Rózsa Sándor...
4. Puskás István - Ars Poetica (Testet öltött hang)
5. Részletkérdés - Álmok és Élet
6. Vikidál Gyula és a De-Pression - Aranycsapat
7. Pásztory Zoltán és Németh Nyiba Sándor - Magasfeszültség
8. Prazsák László - Vágyakozás (remix)
9. Hit Rock - Üveghegy (1998-as változat)
10. Brain Police Project - Vörös sziklák között (2003-as változat)

## No 2.
1. Tátrai Tibor és Szűcs Antal Gábor - To Steve (koncertfelvétel)
2. Slogan - Art Of Ego (1997-es változat)
3. Leukémia - Hatolj át a retinákon
4. OneHeadedMan - Neverborn (2007-es változat)
5. Súly - Sodrony (instrumentális változat)
6. Részletkérdés - A legújabb kor
7. Lelkes állatok - Tűz
8. Leukémia - Máglya
9. Trottel - Mi vagyunk azok
10. Matt Schellenberg (USA) és a Rengeteg - Törékeny

## No 3.
1. Off Course feat. Eric Truffaz (CH) - Marmosets
2. Tátrai Tibor és Szűcs Antal Gábor - Creol napfény
3. Török Ádám és a Mini - Figyel a Nagy Fivér (koncertfelvétel)
4. Eszterlövészek - Budapest
5. Morgenfunk - Minden vágyam
6. Djabe - Slices Of Life
7. Trottel Monodream - Fluid
8. Noel Richards Band (UK) - Calling All Nations
9. Territorial Chant (USA) - Blood
10. Special Providence - After The Rain (2007-es változat)

## No 4.
1. Fischer László - Út a jövőbe
2. Som - Závodi Project - Emelj fel a szívedig
3. Piramis - Ha volna két életem
4. Szabó-Nagy Attila - Neon (Erdély) - Szívem előtt
5. Eszterlövészek - Nokedli (2003-as változat)
6. Hit Rock - Ikarus
7. Morgenfunk - Jól vagyok
8. Tűzveszély - Kell egy kis fény (2006-os változat)
9. Konnekt - Már nem a hazám
10. Mahanaim - Szeret engem (élő felvétel)

## No 5.
1. Yellow Spots - Oké Májkül!
2. CPg - CC-20 (2003-as változat)
3. C.A.F.B. - Nem adom fel
4. Slogan - Atonal Harmonies (1997-es változat)
5. Részletkérdés - Kísértés
6. Self-Destruction - Sorsok
7. Vigyázz lépcső - Lassíts
8. CPg - Minden éjjel
9. Deep Street - Szabadon (2007-es változat)
10. Freehand - Freehand

## No 6.
1. Trottel Stereodream Experience - Intro
2. Korai Öröm - 2000/1 (edited)
3. Jim Stewart (USA) & The Last Chance Band - Wake Up Call
4. Puskás István - Kell egy dal
5. anDante - Senkiember
6. El-Sid - Vágyódás
7. S. Fusion - Secret of Mahagma
8. Solaris - A Viking visszatér (koncertfelvétel)
9. Bródy János és a NO coMMent - Földvár felé félúton (koncertfelvétel)
10. Szabó-Nagy Attila - Neon (Erdély) - Kikapcs

## No 7.
1. P. Mobil - Az anyaszív
2. Lord - Síri csend az éjjel (2009-es változat)
3. OneHeadedMan - Seven Seas (2007-es változat)
4. Muerte Cara - Fist Of Anger
5. Hit Rock - Üres az életem (koncertfelvétel)
6. Szabó-Nagy Attila - Neon (Erdély) - Te vagy az egyetlen
7. Waszlavik Gazember László - Rába induló
8. Trottel Stereodream Experience - The Time Traveler
9. OneHeadedMan - Winter, Thunder, Clouds
10. Classica - Fogadd be Hősöd (2000-es változat)

## Külső hivatkozások
- Hivatalos honlap
- Emberek Emberekért válogatásalbumok letöltése Archiválva 2016. március 4-i dátummal a Wayback Machine-ben